# Пайлес, Исаак
Исаак Пайлес (фр. Isaac Païles; Киев, 1895 — Париж, 1978) — французский художник-живописец.

## Биография
Учился изобразительному искусству в Киевской художественной школе. С 1913 года изучал скульптуру в Париже. Во время войны вернулся в Киев. Входил в созданную Н. Майзелем Культур-Лигу, объединявшую деятелей еврейской культуры. Участник первой выставки художников Культур-Лиги в Киеве (1920)
С 1920 жил во Франции. Начал выставляться на выставках и салонах. Входил в круг русских художников так называемой Парижской школы (École de Paris). Был дружен с Кикоиным, Кременем, Цадкиным, Ханой Орловой, Мане Кацем и другими художниками Монпарнаса. Участвовал в выставках русских художников. Выставлялся в галерее Макса Кагановича, с которым учился в Киеве. В 1928 прошла первая персональная выставка.
Во время войны скрывался в центре Франции. После войны состоялись персональные выставки в Нью-Йорке в 1950, 1963 и 1975 (в Университете Иешива) и Париже в 1958.
Писал импрессионистские пейзажи — виды Парижа, Юга Франции и Корсики, музыкантов и клоунов. С конца 1940-х обратился к абстрактной живописи. Периодически занимался скульптурой. Пайлес был ценителем и собирателем африканского искусства, влияние которого чувствуется в некоторых произведениях.
Работы Пайлеса хранятся в Париже в Национальном Музее Современного Искусства — Центре Помпиду, в музеях Руана, Лилля, Бордо, Ренна, Страсбурга, Марселя, Гренобля.